# The Ball Player and the Bandit
Pour plus de détails, voir Fiche technique et Distribution.
The Ball Player and the Bandit est un film muet américain réalisé par Francis Ford, sorti en 1912.

## Fiche technique
- Titre original : The Ball Player and the Bandit
- Réalisation : Francis Ford
- Production : Thomas H. Ince
- Société de production : Broncho Film Company
- Pays de production :  États-Unis
- Langue : Anglais
- Format : Noir et blanc - Muet
- Genre : Western, Drame
- Durée : 12 minutes
- Date de sortie : 
  - États-Unis : 27 novembre 1912

## Distribution
- Harold Lockwood : Harry Burns
- Joe King : Le rival de Harry
- Francis Ford : un supporteur de baseball
- Shorty Hamilton